# Mala fe (Sartre)
La Mala Fe (del francés: «mauvaise foi») es un concepto filosófico, acuñado por los filósofos existencialistas Jean-Paul Sartre y Simone de Beauvoir, para describir el fenómeno en el cual el ser humano se niega su libertad absoluta, y en cambio elige comportarse como un objeto inerte
("cosificarse"). Este concepto está íntimamente relacionado con la noción del autoengaño.
Una demanda crítica en el pensamiento existencialista es que estamos siempre radicalmente libres para hacer opciones y dirigir nuestras vidas hacia el objetivo final que hemos escogido o "proyecto" - el hombre desea llegar a "ser-en-sí". No podemos escapar de esta libertad, ni siquiera en circunstancias abrumadoras. Por ejemplo, incluso la víctima de un atracador armado posee opciones, puede entregar su carpeta, negociar, suplicar, irse corriendo, contraatacar o morir.
Aunque nuestras circunstancias nos limitan, éstas no pueden forzarnos, en tanto seres radicalmente libres como somos, a seguir una línea de acción sobre otra. Por esta razón, elegimos en medio de la angustia; sabemos que debemos escoger, que la elección tendrá consecuencias, y que ciertas opciones son mejores que otras. Pero, según Sartre, sostener que una entre nuestras posibilidades conscientes tiene una prioridad innegable (verbigracia, "Como debo apoyar a mi familia, no puedo arriesgar mi vida") es adoptar el papel de un objeto en el mundo, simplemente estar a merced de los eventos fortuitos - reducirse en un ser-en-sí que es solamente su propia circunstancia.

## La conciencia intencional y la libertad
En principio Sartre tiene como una las bases de su psicología y de su filosofía la existencia de una trascendencia del ego (esto sin ninguna connotación metafísica: el ego trasciende, en la materia, a cualquier objeto exterior a él), ya que a través de la fenomenología de Husserl rescataba el apotegma de Brentano de la conciencia intencional: "toda consciencia es consciencia de algo" (y si es de algo ese algo -aunque sea virtualmente- es un objeto que resulta externo a la consciencia, fundamentando así no solo a la existencia de la consciencia si no a las proyecciones de la consciencia), ergo: el ego.
Pero, según Sartre, sostener que una entre nuestras posibilidades conscientes tiene una prioridad innegable (verbigracia, "Como debo apoyar a mi familia, no puedo arriesgar mi vida") es adoptar el papel de un objeto en el mundo, simplemente estar a merced de los eventos fortuitos - reducirse en un ser-en-sí que es solamente su propia circunstancia. De acuerdo con él, esta actitud es manifiestamente un autoengaño. Teniendo apreciación humana, siempre somos conscientes de que no somos si no estamos conscientes - no podemos, en este modo, ser definidos como los propios "objetos intencionales", incluyendo nuestras historias personales, caracteres, cuerpos, o responsabilidades objetivas. Sartre repetía a menudo "La realidad humana es lo que no es, y no es lo que es"; solamente se puede definir en sentido negativo, como en "lo que no es", pero esta negación es simultáneamente la única definición positiva que se puede hacer.
Por esto, sabemos de una multitud de reacciones alternativas a nuestra situación objetiva - es decir, conscientes de la libertad - puesto que ninguna situación puede dictar una sola reacción. únicamente, porque tenemos conciencia, adaptando papeles sociales y sistemas de valor externos a esta índole podemos fingir que estas posibilidades nos están negadas. No obstante esto es, en sí mismo, una decisión hecha posible por nuestra libertad y nuestra distinción de estas cosas. Lo que constituye la mala fe es esta chocante decisión autónoma de negar nuestra libertad ineludible.

## Los ejemplos de Sartre
Sartre nos muestra el ejemplo de un camarero, cuyos movimientos y conversación están demasiado determinados por su profesión de camarero. Su voz denota un ansia por complacer, lleva las comidas rígida y aparatosamente. Su comportamiento exagerado muestra que es un camarero - juega a ser un objeto, un autómata "camareresco". Pero que jugase obviamente desmiente su conocimiento que no es un simple servidor, sino que se engaña a sí mismo.
Otro de sus ejemplos trata de una doncella que sale con un chico por primera vez. Ella no hace caso de las obvias implicaciones sexuales cuando su ligue elogia su belleza, pero acepta sus palabras como si estuviesen dirigidas a su ser no corpóreo. Entonces él coge su mano mientras ella se queda inmóvil, no negando su acción ni actuando recíprocamente. Así, ella retrasa el momento decisivo. Considera que su mano es solamente una cosa carnuda, y los elogios de él sin relación a su cuerpo; esto es, jugando en su dualidad cartesiana entre cuerpo y alma.
Sartre nos dice que actuando así con maldad, el camarero y la chica ambos niegan su propia libertad, mediante esta misma libertad. Claramente saben que pueden hacer elecciones, pero lo rechazan. La "mala fe" es paradójica a este respecto - actuando con maldad, una persona es a la vez consciente, y hasta
cierto punto inconsciente, de ser libre.